# مهرجان العالمين

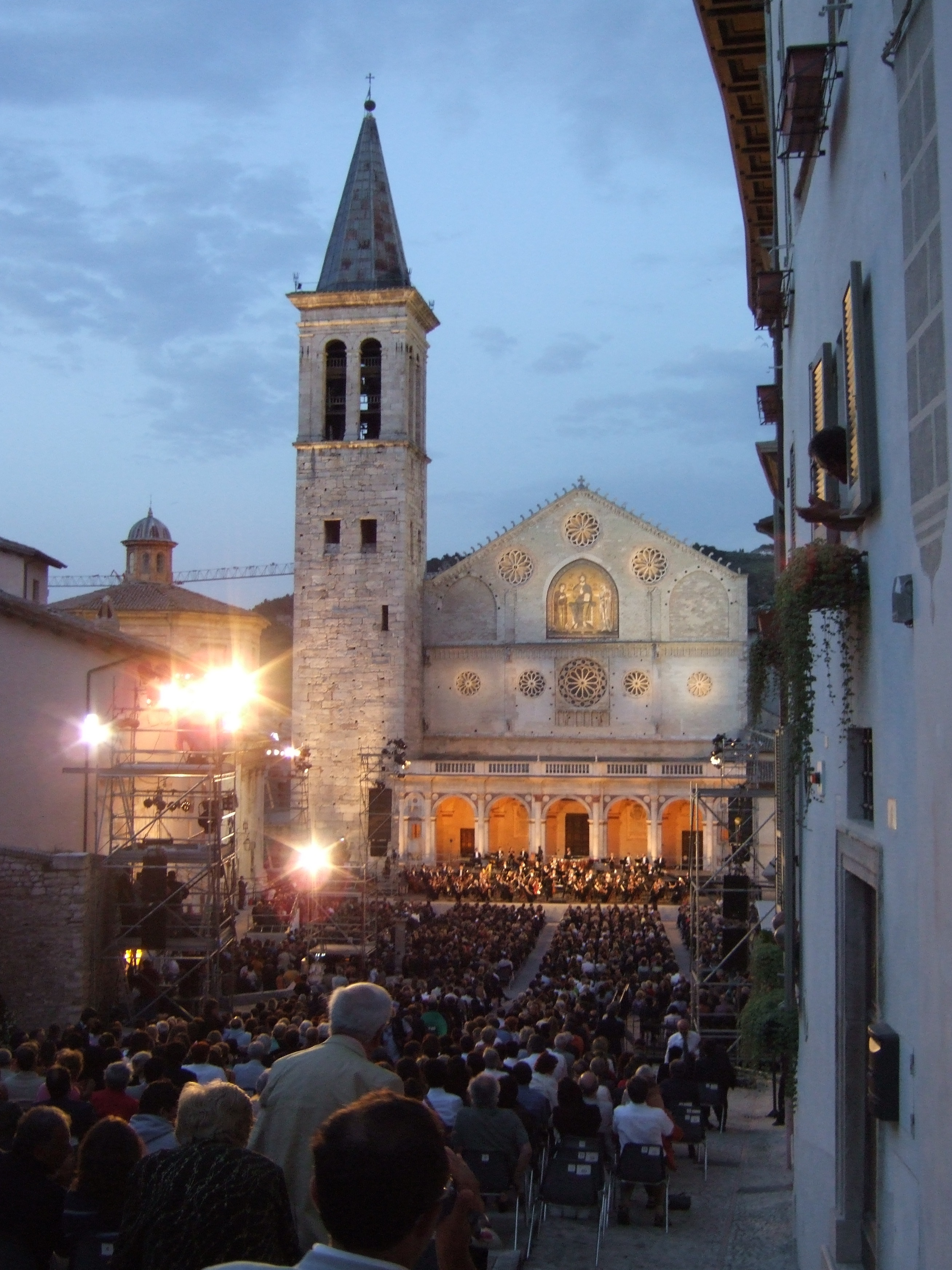
أوركسترا لندن في مهرجان سبوليتو 2008 (إيطاليا).

مهرجان العالمين هو مهرجان موسيقي صيفي سنوي للأوبرا و يعقد سنوياً في يونيو-يوليو في سبوليتو في إيطاليا و ذلك منذ تأسيسه على يد الملحن جيان كارلو مينوتي في عام 1958. تجري فيه مجموعة واسعة من الحفلات الموسيقية و الأوبرا و الرقص و الدراما و الفنون البصرية و مناقشات علمية حول المائدة المستديرة.